# Luz (Lagos)
Luz es una freguesia portuguesa del concelho de Lagos, con 21,83 km² de superficie y 3.068 habitantes (2001). Su densidad de población es de 140,6 hab/km².